# سیارک ۱۷۲۷۹
سیارک ۱۷۲۷۹ (به انگلیسی: 17279 Jeniferevans، نامگذاری:2000LX27) هفده هزار و دویست و هفتاد و نهمین سیارک کشف شده‌است که در ۶ ژوئن ۲۰۰۰ کشف شد.
قدر مطلق سیارک برابر ۳۵٫۴ است.